# Dragon Pink
Dragon Pink (яп. ドラゴンピンク дорагон пинку), также Dragon Pink: Tale of Three Kitties — неоконченная манга автора Итоёко (ITO YOKO или ITOYOKO), входившая в журналах Comic Penguin Club и Hot Shake, и одноимённое порнографическое аниме, выпущенное Pink Pineapple в формате OVA в 1994—1995 годах. Манга была издана компанией Tatsumi Shuppan под лейблом Tatsumi Comics (タツミコミックス). Три серии аниме, снятые по мотивам первых глав манги, также переведены и выпущены в США (SoftCel Pictures, затем Critical Mass) Франции (Anime Erotik), Германии (Anime-House), Испании (Manga Films). Также была разработана компьютерная игра Dragon Pink — The Zero Castle (1992) для NEC PC-98.

## Сюжет
Действие происходит в мире, похожем на вселенную компьютерной ролевой игры. Dragon Pink повествует о приключениях девушки-кошки Пинк, которая является рабыней воина по имени Санта. Их сопровождает варвар Бобо и эльфийская волшебница Пиас. Они путешествуют по миру, выполняя различные задания.